# Clase Aylwin
La clase Aylwin fue una serie de cuatro destructores de la Armada de los Estados Unidos. 
Los cuatro buques fueron construidos en los astilleros William Cramp and Sons de Filadelfia (Pensilvania). Todos  sirvieron durante la Primera Guerra Mundial y fueron desguazados en 1935.
Los buques, fueron construidos simultáneamente a los de la clase Cassin y en ocasiones, se les considera dentro de esta misma clase.

## Lista de buques de la clase Aylwin
- USS Aylwin (DD-47) (1914-1935)

- USS Parker (DD-48) (1913-1935)

- USS Benham (DD-49) (1914-1935)

- USS Balch (DD-50) (1914-1935)